# Patricia Healy
Patricia Healy, accreditata a volte come Patricia Healey (Il Cairo, 21 febbraio 1959), è un'attrice e attivista britannica naturalizzata statunitense.

## Biografia
Patricia Healy è nata in Egitto il 21 febbraio del 1959, figlia di John Healy, un archeologo inglese e di Herta, una maestra di origini tedesche.
La sua famiglia si trasferisce negli Stati Uniti quando lei è ancora una bambina. Terminato il College, la Healy decide di intraprendere la carriera di attrice, si trasferisce a New York dove studia recitazione presso la HB Studio, una scuola che offre formazione professionale nelle arti dello spettacolo.

## Carriera
Esordisce come attrice nel 1991 all'età di 32 anni, recitando nella pellicola Dolce veleno, un film thriller-erotico a basso costo a fianco di Steven Bauer ed Edward Herrmann. È conosciuta per aver recitato, seppure in un ruolo secondario, nella serie televisiva General Hospital (dal 27 marzo 1998 al 28 luglio 2000), nel ruolo di Tammy Hansen. È apparsa anche nei film Heat - La sfida e Guardia del corpo.

## Vita personale
Patricia Healy è sposata dal 3 luglio 2003 con Sergio Terrazas Torres; la coppia non ha figli. La Healy è anche un'intenditrice di vini, è un'attivista per i diritti degli animali e per le ricerche sulla cura del cancro.

## Filmografia
- Dolce veleno, film per la televisione, di Brian Grant (1991)
- Giudice di notte, serie TV, episodio, "A New York Story", di Jim Drake (1992)
- Matlock, serie TV, episodi, "The Picture: Part 1" e "The Picture: Part 2", di Leo Penn (1992)
- Occhio indiscreto, di Howard Franklin (1992)
- Due poliziotti a Palm Beach, serie TV, episodio "Wild Card", di Maria Lease (1992)
- Guardia del corpo, regia di Mick Jackson (1992)
- Ultraviolet, regia di Mark Griffiths (1992)
- Sweating Bullets, serie TV, episodio "You Stole My Heart", di Rob Stewart (1993)
- Johnny Bago, serie TV, episodio "Johnny's Golden Shaft", di Bryan Spicer (1993)
- China Moon - Luna di sangue, di John Bailey (1994)
- Avvocati a Los Angeles, serie TV, episodio, "Dead Issue", di Mark Tinker (1994)
- Babylon 5, serie TV, episodi, "By Any Means Necessary", di Jim Johnstone e "Infection", di Richard Compton (1994)
- E.R. - Medici in prima linea, serie TV, episodio, "Hit and Run", di Mimi Leder (1994)
- T-Rex - Il mio amico Dino, regia di Jonathan R. Betuel (1995)
- Heat - La sfida, regia di Michael Mann (1995)
- Bless This House, serie TV, episodi, "Company Loves Misery", "Where There's Smoke, You're Fired" e "Fish and Guests Stink After Three Days", di Barnet Kellman, "One Man's Ceiling Is Another Man's Stereo", di Pamela Fryman e "Natural Born Parents", di Shelley Jensen (1995) - (1996)
- Una bionda per papà, serie TV, episodio, "Secret Admirer", di Joel Zwick (1996)
- N.Y.P.D, serie TV, episodio, "Auntie Maimed", di Michael W. Watkins (1996)
- Love and Marriage, serie TV, episodi, "Here's a Case Where Thomas Wolfe Was Wrong", di Gail Mancuso, "Back to School Fight" e "Sick at Home", di Jody Margolin Hahn, "Pilot", di Robert Berlinger e "Look Who's Talking Now", di Amy Sherman-Palladino (1996)
- Total Security, serie TV, episodio "The Never Bending Story", di Rick Wallace (1997)
- Brooklyn South, serie TV, episodio "Clown Without Pity", di Michael W. Watkins (1997)
- C-16: FBI, serie TV, episodio "Russian Roulette", di James McDaniel (1998)
- To Have & to Hold, serie TV, episodio "Whole Lotto Love", di James McDaniel (1998)
- Profiler - intuizioni mortali, serie TV, episodi, "Home for the Homicide" e "Spree of Love", di Jefery Levye, "Otis, California" e "What's Love Got to Do with It?", di Richard Compton, "Reunion: Part 1", di Lee Bonner (1998) - (1999
- Settimo cielo, serie TV, episodio, "Crazy", di Joel J. Feigenbaum (2001)
- General Hospital, serie TV, dal (1998) al (2000)
- Brando Unauthorized, regia di Damian Chapa (2011)
- Mobster, regia di Brian Eric Johnson (2013)
- The Possession of Michael King, regia di David Jung (2014)
- Dirty Dead Con Men, film per la televisione, di Marie-Grete Heinemann (2015)